# Zabytki w Ełku
Wykaz zabytków miasta Ełku:
| ID woj. | ulica                         | obiekt                                                                              | nowy nr rejestru | stary nr rejestru   | data wpisu           | decyzja                | właściciele                                      | zdjęcie |
| ------- | ----------------------------- | ----------------------------------------------------------------------------------- | ---------------- | ------------------- | -------------------- | ---------------------- | ------------------------------------------------ | ------- |
| 983     | Chopina 12                    | budynek mieszkalny                                                                  | A-3567           | A-971               | 24 września 1993     | WKZ 534/971/D/93       | lok. nr 3 wł. prywatna                           |         |
| 1223    | Chopina 2 / Armii Krajowej 18 | Zespół kamienic wraz z terenem działki                                              | A-4478           | A-4478              | 1 października 2007  | IZAR(JD)-4100/5-53/07  | Gmina Miejska Ełk, osoby prywatne                |         |
| 5465    | Armii Krajowej 16             | bryła budynku sali sportowej                                                        | A-4486           | A-4486              | 5 grudnia 2007       | IZAR(JD)-4100/5-53A/07 | Mienie komunalne                                 |         |
| 957     | Armii Krajowej 21             | budynek mieszkalno-handlowy                                                         | A-3037           | 772                 | 30 marca 1990        | KL.WKZ 534/772/D/90    |                                                  |         |
| 901     | Armii Krajowej                | Park Miejski (między ul. Armii Krajowej, 3 Maja, Mickiewicza i Małeckich)           | A-2578           | 600                 | 10 listopada 1988    | KL.WKZ 534/177/D/88    |                                                  |         |
| 955     | Armii Krajowej 25             | budynek mieszkalny                                                                  | A-3040           | 774                 | 30 marca 1990        | KL.WKZ 534/774/D/90    |                                                  |         |
| 956     | Armii Krajowej 23             | budynek mieszkalno-handlowy                                                         | A-3036           | 773                 | 30 marca 1990        | KL.WKZ 534/773/D/90    | Gmina Miejska Ełk, lokal użytkowy – wł. prywatna |         |
| 958     | Armii Krajowej 20             | budynek mieszkalno-handlowy                                                         | A-3038           | 771                 | 30 marca 1990        | KL.WKZ 534/771/D/90    | Gmina Miasto Ełk                                 |         |
| 4514    | Armii Krajowej 2              | Kościół Parafialny pw. Najświętszego Serca Jezusowego (dawny Ewangelicki) (1847 r.) | A-1863           | 566                 | 25 lutego 1987       | KL.WKZ 534/566/D/87    | Kościół rzymskokatolicki                         |         |
| 959     | Armii Krajowej 10             | budynek mieszkalno-handlowy                                                         | A-3039           | 770                 | 30 marca 1990        | KL.WKZ 534/770/D/90    | lokal nr 4 wł. prywatna                          |         |
| 1247    | Małeckich 4                   | budynek mieszkalny, obecnie Sąd Rejonowy                                            | A-3811           | A-1027              | 16 marca 1995        | WKZ 534/1027/D/95      | właściciel: 1. Sąd Wojewódzki w Suwałkach        |         |
| 977     | Kajki                         | Cmentarz wojenny żołnierzy niemieckich z I wojny światowej                          | A-3555           | 965                 | 23 sierpnia 1993     | WKZ 534/D/93           |                                                  |         |
| 984     | 11 listopada                  | Cmentarz wojenny żołnierzy rosyjskich z I wojny światowej                           | A-3572           | 972                 | 5 października 1993  | WKZ 534/972/D/93       |                                                  |         |
| 1199    | 3 maja 8                      | Kościół Baptystów                                                                   | A-2762           | 651                 | 10 marca 1989        | KL.WKZ 534/651/D/89    | Kościół Chrześcijan Baptystów                    |         |
| 985     | Piękna                        | Cmentarz Katolicki                                                                  | A-3573           | 973                 | 5 października 1993  | WKZ 534/973/D/93x      |                                                  |         |
| 981     | Piłsudskiego 2                | Stara szkoła muzyczna (obecnie siedziba Straży Miejskiej)                           | A-3566           | A-969               | 24 września 1993     | WKZ 534/969/D/93       |                                                  |         |
| 1003    | 3 maja 10                     | budynek siedziby Kurii                                                              | A-3702           | A-1000              | 8 czerwca 1994       | WKZ 534/1000/D/94      |                                                  |         |
| 1010    | Zamkowa 13                    | budynek mieszkalny                                                                  | A-3718           | A-1007              | 12 sierpnia 1994     | WKZ 534/1007/D/94      |                                                  |         |
| 1048    | Zespół Zamkowy                | Zamek, Budynek Powięzienny                                                          | A-3192           | A-844               | 12 września 1991     | WKZ 534/844/D/91       |                                                  |         |
| 1207    | Cmentarna                     | Cmentarz Komunalny i Wojskowy                                                       | A-2617           | 643                 | 11 stycznia 1989     | KL.WKZ 534/643/D/89    |                                                  |         |
| 1011    | Kajki / 11 Listopada          | Wieża Ciśnień                                                                       | A-3716           | A-1008              | 12 sierpnia 1994     | WKZ 534/1008/D/94      |                                                  |         |
| 4833    | Kolejowa                      | Cmentarz wojenny żołnierzy rosyjskich z I wojny światowej                           | A-3408           | A-932               | 26 października 1992 | WKZ 534/932/D/92       |                                                  |         |
| 1046    | Wojska Polskiego 15           | Budynek Mieszkalny                                                                  | A-3195           | A-848               | 1 października 1991  | WKZ 534/848/D/91       |                                                  |         |
| 1255    | Mickiewicza 11                | dom z oficyną                                                                       | A-4114           | A-1632              | 24 maja 1999         | SOZ-IZN-5340/133/99    | Skarb Państwa – SOZ Olsztyn                      |         |
| 879     | Kościuszki 16                 | kościół parafialny pw. św. Wojciecha                                                | A-1842           | 567                 | 25 lutego 1987       | KL.WKZ 534/567/D/87    | Kościół rzymskokatolicki Ełk                     |         |
| 1004    | Kościuszki 9                  | Budynek Wyższego Seminarium Duchownego                                              | A-3703           | A-1001              | 8 czerwca 1994       | WKZ 534/1001/D/94      |                                                  |         |
| 1049    | Zamkowa                       | żelbetowy most na jeziorze Ełckim                                                   | A-3193           | A-843               | 12 września 1991     | WKZ 534/843/D/91       |                                                  |         |
| 1221    | Wojska Polskiego 57           | budynek mieszkalny                                                                  | A-3937           | A-1061              | 5 grudnia 1996       | WKZ 534/1061/D/96      |                                                  |         |
| 1015    | Sportowa 1                    | zespół parowozowni normalnotorowej z pompownią, zespół wąskotorowej stacji głównej  | A-3765           | A-1014              | 10 listopada 1994    | WKZ 534/1014/D/94      |                                                  |         |
| 1047    | Ełcka Kolej Dojazdowa         | przestrzenny układ komunikacyjny, 3 mosty i 2 wiadukty                              | A-3194           | A-847               | 30 września 1991     | WKZ 534/847/D/91       |                                                  |         |
| 5528    | Teren Części Miasta Ełk       | Układ Urbanistyczny                                                                 | A-180            | 1445 (17 z 1979 r.) | 20 lutego 1979       | KL.WKZ 534/17/D/79     |                                                  |         |
| 4549    | Teren części miasta Ełk       | układ urbanistyczny                                                                 | A-180            | 1445 (70 z 1956 r.) | 8 listopada 1956     | nr kult. V-2B-70-31-56 |                                                  |         |